# 日本のスペクタクル・アクション作家一覧
日本のスペクタクル・アクション作家一覧（にほんのスペクタクル・アクションさっかいちらん）は、日本の小説家であり、スペクタクルもしくはアクション小説で活躍した（している）もしくは執筆経験のある人物一覧である。
Wikipedia内にリンク先が無い赤字作家含む著作情報は外部リンクの国立国会図書館での検索もご利用ください。

## 一覧
- 福井晴敏
- 大石英司
- 鳴海章
- 檜山良昭
- 松岡圭祐
- 北方謙三
- 大沢在昌
- 大藪春彦
- 河野典生
- 生島治郎
- 逢坂剛
- 真保裕一
- 西村健
- 西村京太郎
- 西村寿行
- 森村誠一
- 夢枕獏
- 高橋克彦
- 城戸禮